# Credit Manager
 (février 2017).
- Si vous ne connaissez pas le sujet, laissez ce bandeau (vous pouvez alors contacter les auteurs).
- Si vous supprimez le contenu mis en cause (vous pouvez préalablement contacter les auteurs),

argumentez précisément cette suppression dans la page de discussion
(un manque de référence n'est pas un argument ; une recherche réelle de référence doit avoir été effectuée, être formellement documentée).
 (juillet 2008).
Le Credit Manager a pour fonction de maîtriser l’encours client, c’est-à-dire le chiffre d'affaires de l’entreprise non réglé par ses clients et les commandes en cours. 
Il vise pour cela à identifier tout ce qui peut conduire à des retards ou à des contentieux et met en place des processus de qualité tout au long de la relation client. 

## Analyse et la prévention des risques

### En amont de la prospection
Le Credit Manager procède à l’évaluation du risque de non-paiement de la clientèle de son secteur et indique aux commerciaux les typologies de risques pour chaque segment de clientèle. Il détermine des conditions standard de paiement et contribue à l'établissement des conditions générales de vente. 

### Pendant la prospection
Le Credit Manager fait l’analyse des prospects, au cas par cas, et détermine, en concertation avec les responsables commerciaux, le montant de l’encours acceptable, le délai de paiement et fixe les moyens de garantir cet encours pour réduire les risques pris par son entreprise. C’est la limite de crédit. 

## Contrat financier
Le Credit Manager veille à ce que les conditions financières de la relation client soient négociées et intégrées dans le contrat au même titre que les prix ou délais de livraison. Il fixe ainsi, aux côtés des commerciaux, les délais et les moyens de paiement et définit les conditions générales de vente avec les services juridiques. 

## Facturation
Les risques d’incidents de facturation sont nombreux. Pour limiter au minimum les retards de règlement qui leur sont dus, le Credit Manager met en place un système qualité impliquant l’administration des ventes, la production, la logistique, la comptabilité et le service juridique. Ce processus conduit à une facturation fidèle au contrat, correspondant à la livraison, respectant le code de commerce et émise au bon moment. 

## Recouvrement de créances
Après avoir optimisé le délai de règlement dans le cadre de la négociation commerciale, le Credit Manager veille à ce qu’il soit respecté par la mise en place d’une démarche de recouvrement basée sur la relance anticipée et à amiable, le suivi des litiges et le cas échéant, par le recours aux différents moyens de recouvrement judiciaires. 
Par la mise en place et le management de processus qualité visant à réduire le délai moyen de paiement des clients de son entreprise (DSO – Days sales outstanding), le Credit Manager accélère les flux de trésorerie et concourt à optimiser le besoin en fonds de roulement (BFR). 
Sa contribution est stratégique pour l’entreprise car elle augmente ses propres capacités de financement et de développement tout en fluidifiant la relation commerciale.

## Profil du Credit manager
Au carrefour des fonctions commerciales, juridiques et financières, le Credit Manager doit faire preuve de solides compétences en analyse et négociation. Fin diplomate, c'est un bon communicant. Enfin, pour ce poste stratégique, la maîtrise des techniques de management, des outils financiers et de plusieurs langues dont l'anglais, est indispensable.  

## Sources
- Association Française des Credit Manager et Conseils (AFDCC)